# Xızı (raion)
Khizi est l'une des 78 subdivisions de l'Azerbaïdjan.Le district de Khizi est situé au nord-est de l'Azerbaïdjan et est le district montagneux le plus proche de Bakou, la capitale de République d'Azerbaïdjan. Sa superficie est de 1,67 mille km2, sa population est de 17075 habitants (au 01.01.2020). Le sommet de la zone montagneuse est la montagne "Dubrar" (Deux frères), qui culmine à 2205 mètres d'altitude. 

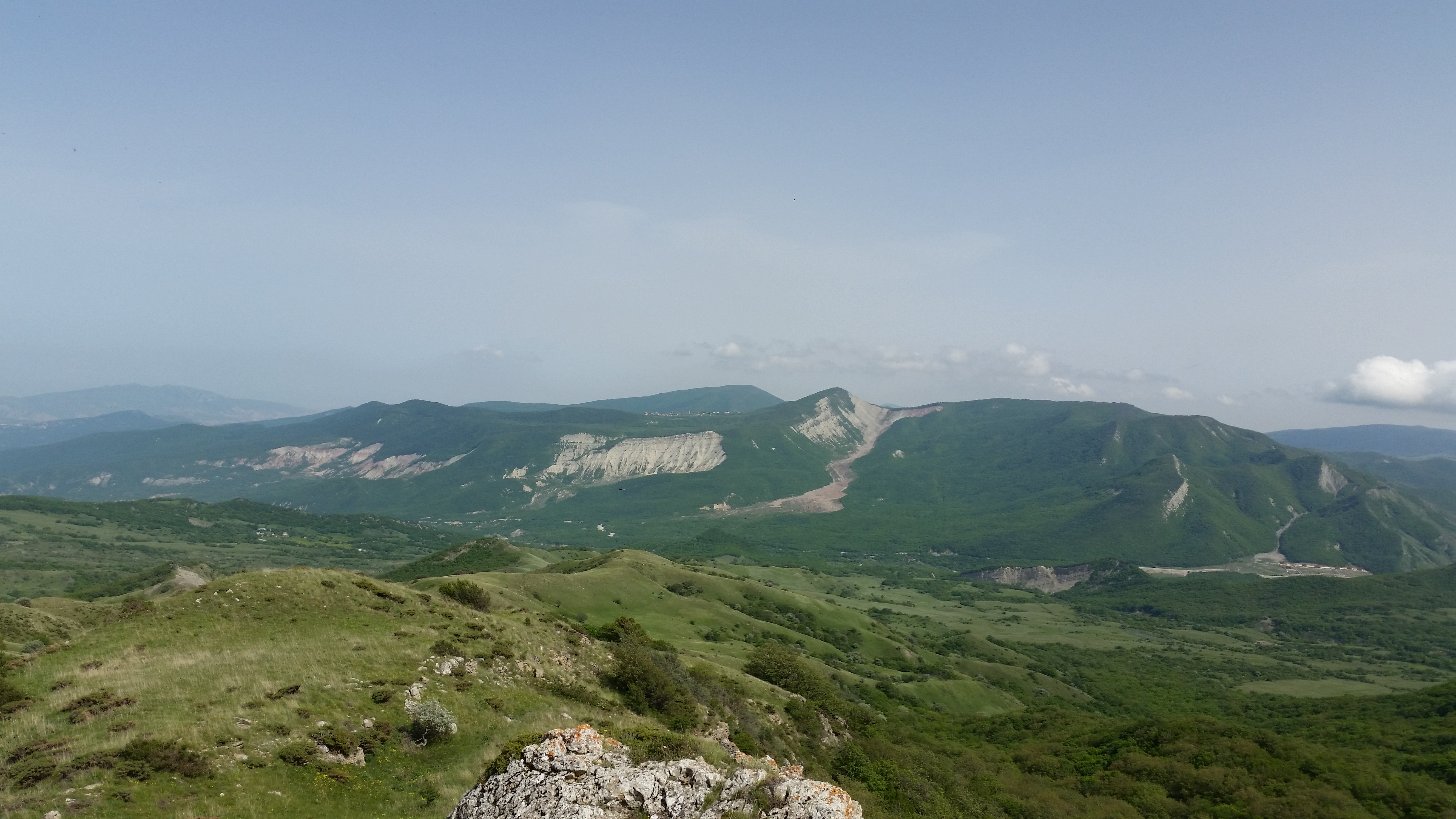

## Historique
De nombreuses sources concernant Khizi, y compris des sources arabes, appellent les habitants de Khizi "Ehli Khizon", c'est-à-dire les habitants de Khizi. Les historiens médiévaux appellent la population de Khizi Bermekli et son territoire- district de Bermek. En plus des historiens, il existe également des informations sur Khizi dans les recherches des érudits littéraires.
Le district de Khizi faisait partie du Soviet (districi) de Bakou jusqu'en 1930, puis il a commencé à fonctionner comme un district indépendant. A cette époque, la région comptait 72 villages et une population d'environ 24 000 habitants. Lorsque le district de Siyazan a été formé dans les années 1940 en raison de la régionalisation, Gilezi, Agh Siyazan, Zargarli et d'autres localités soviétiques du district ont été inclus dans le district de Siyazan.
En 1947, il y avait 60 villages, 53 fermes collectives et 14 fermes soviétiques dans le district de Khizi et sa population était de 14 647 personnes. En 1963, la région d'Absheron est créée et la zone de Khizi est incluse dans cette région.
Enfin, en avril 1990, le district de Khizi est restauré. Le centre est la ville de Khizi. Il y a 1 ville, 3 cités et 25 villages dans le district.

## Géographie
Khizi fait partie de la région économique d'Absheron et bénéficie d'un climat doux et d'un temps sec. Le parc national d'Altyağac d'une superficie de 110,35 km² opère dans la région. Une grande partie du territoire du district est couverte de forêt. La région rejoint la mer Caspienne par l'est. L'un des monuments les plus expressifs créés par la nature est situé sur le territoire de la région de Khizi est le rocher Beshbarmag (cina doigts) qui a la forme d’une main. Khizi est célèbre de ses montagnes de différentes couleurs.La raison de l'apparition des couleurs est l'oxydation du fer dans les roches sous l'influence des eaux souterraines.

## Notoriétés de la région
- Djafar Djabbarli(écrivain-dramaturge)
- Mikayil Muchvig (poète)
- Seyfaddin Daghli (journaliste, écrivain)